# ブルベア
ブルベア（英: BLUBEA）は、ちまきandもちいちろうがデザインしたキャラクター。TikTokで85万人以上のフォロワーをもつインフルエンサー。人気ロックバンド「BLUE ENCOUNT」のグッズに使われたことでバンドのファンに認知されることになった。ブルベアが着用する服の前面に「UMA」と記されている。

## 来歴
2018年、2Dでの活動が主であったが、3Dとして立体化する。
2019年、TikTokを開始し、韓国で撮影した瓦割りの動画がTikTokで話題になる。
2019年2月、女優 川口春奈とTikTokにてコラボし、数々のメディアに取り上げられる。TikTokの再生回数は1,700万回を記録。
2019年3月、ゲームセンターのプライズに初登場。SEGAより「ブルベア BIGぬいぐるみ」がクレーンゲームの景品として全国122店舗で展開。
2019年、レペゼン地球（現: Repezen Foxx）のYouTubeに出演。「【いや怖すぎ..!!】恐怖のガチガチ着ぐるみ鬼ごっこ!!!（前編）」「【あまりにも健全すぎて年齢制限かかった動画】ガチガチ着ぐるみ鬼ごっこ（後編）」で鬼ごっこの鬼役として出演。
2019年11月、ブルベア初のグッズ販売。「リレイズクリエイターズDesign produced by Sanrio」と題し、キデイランド原宿店とキデイランド大阪梅田店にて発売。計28種のグッズを展開。実際にファンと交流できるオフラインでの写真撮影イベントもキデイランド原宿にて開催。ライセンス商品も展開。
2020年11月、ロサンゼルスのアパレルブランドと初コラボ。ジャパンポップカルチャーを愛する幅広い世代に受け入れられているLAブランド「popkiller LA」とのコラボTシャツを発売。海外進出を果たした。
2020年12月、LINEスタンプ「ブルベアスタンプ3」販売。人気ランキングにて最高11位を記録した。
2021年2月、『ひらけ!ポンキッキ』で有名なガチャピンのYouTubeにて初共演。「【歌ってみた】 BLUE ENCOUNT -バッドパラドックス covered byガチャピン with ブルベア-BLUBEA-」に出演。
2022年4月、アメリカのロサンゼルス、リトルトーキョーに店舗を構えるアパレルブランド「popkiller LA」と第二弾コラボを果たし、寿司Tを展開。
2022年7月1日~7月4日、日本アニメーション振興会によって行われた北米最大のアニメコンベンション 『Anime Expo 2022』の「popkiller LA」ブースにて、ブルベアのコラボTシャツが販売される。
2023年2月11日、東京・日本武道館ワンマンライブ「BLUE ENCOUNT TOUR 2022-2023 ～knockin' on the new door～THE FINAL」にブルベア（本物）が出演。
2023年3月17日、NFTプロジェクトを設立。N3、START Community、キャラDAOがパートナーシップのもとNFTを展開。BLUBEA Discordを設立。
2023年4月20日、#BLUBEANFT の公式アンバサダーに人気ロックバンド「BLUE ENCOUNT」が就任。
2023年4月22日、豊島区が完全バックアップのもと、TOKYO OTSUKA NFT FESにBLUBEAブースが出展。ブルベア（本物）が正式な許可を経て大塚駅前の広場に登場。
2023年4月25日、#BLUBEANFT の公式アンバサダーに超人気俳優「反町隆史」氏が就任。
2023年5月3日、 Twitterトレンド（ビジネス・金融・トレンド）に #BLUBEA が掲載。
2023年5月4日、 SHIBUYA FES (428FES) - NFT ART イベントにBLUBEA x 反町隆史氏のアートが掲載。
2023年5月7日、 #BLUBEANFT がミント。0.005ETHにてリリース。

## 設定
※設定は変更されることがある。この設定は2022年7月現在のもので、それより過去の資料とは異なる可能性がある。

### ブルベア
- 年齢: 不明
- 出身地: よくわからない
- 性別: 男の子
- 住んでるところ: 国立のどこか
- 出没するところ: 国立らへん 六本木らへん（なぜか）
- 好きな食べ物: お寿司（特に炙りサーモン）・バニラアイスのせパンケーキ・スタ丼・カレー・ババロア・はちみつ・紅茶・ゆで卵
- 嫌いな食べ物: 豚足・ナス
- 好きなテレビ: X-ファイル
- その他
  - 服はなんとなく着てるけど裸でもいい
  - 昔の記憶がうっすらとしていて実のところ自分の名前もよくわかっていない
- デザイナー:
  - ちまきandもちいちろう

### キャラクター
- ネズズン
- 地獄のねこまんま
- 伝説のブルー（反町隆史氏がモデル）

### YouTubeコラボ
- 川口春奈 - 【特別編】川口春奈氏に逢ってきた…！ - YouTube
- レペゼン地球 - 【いや怖すぎ..!!】恐怖のガチガチ着ぐるみ鬼ごっこ!!!（前編） - YouTube
- レペゼン地球 - 【あまりにも健全すぎて年齢制限かかった動画】ガチガチ着ぐるみ鬼ごっこ（後編） - YouTube
- 原宿のお手伝い猫カリィ（株式会社LONDONBOOTS所属） - ブルベアと撮影のお仕事〜！ - YouTube

### 過去記事
- 川口春奈「TikTok」初挑戦　人気キャラ・ブルベアのラブコールでコラボ実現
- TikTok24万フォロワーで掴んだ「 ブルベア 」のこれから
- 「どこで止めても可愛い事件」「女神以上の女神」　川口春奈がTikTokに降臨、その姿が反響呼ぶ
- キャラクターが、美味しいごはんと楽しいを届ける「キャラデリバリー」初開催！こどもの日に合わせ、2020年5月4日〜5日の2日間、都内のエリア限定で開催。